# SMクラブ下克上殺人事件
SMクラブ下克上殺人事件（エスエムクラブげこくじょうさつじんじけん）とは、1995年（平成7年）12月21日に東京都品川区で発生した殺人事件。

## 概要

### 事件
犯人の陸田 真志（むつだ しんじ）は、デザインの勉強をするために渡米していたが道を踏み外して暴力事件を繰り返し、金品を巻き上げるなどしていた。それが原因でやがて警察に逮捕される。陸田が道を踏み外した理由としては、かつて自分が信じていた人に裏切られたためで、人間不信に陥り、金銭だけを信じるようになっていったといわれる。
保釈された陸田は日本に帰国し、兄と共に五反田のSMクラブで働き始める。しかしクラブの売り上げが伸び悩んだため、経営者Aがクラブの売り上げ次第で売り上げの5パーセントを報奨として出すことを約束する。この経営者Aは慶應義塾大学を卒業後、大手不動産企業に就職も1年で退社、自ら不動産事業を立ち上げるも失敗。その後風俗コンサルタントと知り合い、セミナーに参加し風俗経営のノウハウを学び、1993年頃から経営を自ら始めるようになった。事件が起きたマンションの部屋を含め、計6店舗の経営を行っていた。Aにとっても、経営のセンスという観点から陸田は一目置く存在であった。もともと金銭に対する執着心が強かった陸田は張り切り、1か月で月の売り上げを1000万円以上にまで伸ばしたといわれる。しかしAは約束の報奨金を守らず、陸田に対して「文句があるなら辞めろ」と迫っていた。このことが原因で陸田はAに不信感を抱くようになった。
さらにAが新しい店長としてBを連れて来ると、陸田の不信感はさらに募った。Bは店長としての経営力がなく、実際の経営は陸田が相変わらず担当していた。だが、Bは経営の方針をめぐって陸田と対立し（陸田はあくまで経営はギリギリのルールに沿って行なっていたが、Bは警察に摘発されかねないことをしようとした）、ついにはAと相談して陸田兄弟を解雇に追い込もうとした。これが陸田に事前に知られることになり、陸田は解雇される前に兄、さらにA・Bに不満を持つ同僚を引き込んで、殺害計画を実行する。
12月21日、まずBが陸田兄弟によって殺害される。勤務明けにBが眠っているところを兄弟で共謀し、事前に準備していたバタフライナイフや斧で殺害したものだった。ところが兄がBを殺したショックから体調を崩したため、12月22日に従業員の面接を口実にしてAを呼び寄せ、陸田は別の同僚と共謀してAを殺害した。そしてA、Bの遺体を他のCら3人に命令してコンクリート詰めにした上で木箱に入れて、茨城県の鹿島港に遺棄した。遺体は1996年9月に供述どおり鹿島から引き上げられた際、腐乱していたという。
さらに陸田はAのカードを使って預金を引き出して現金約4000万円を強奪した。しかしAの両親から警察に捜索願いが出され、その捜索によりAの預金を引き出したCらが詐欺の容疑で逮捕された。またこれにより逃げられないと悟ったのか、陸田は自ら警察に出頭して殺人などの容疑で逮捕されている。
陸田はA・Bを殺した後、SMクラブを乗っ取って1億円以上の利益を上げたといわれている。

### 裁判
陸田は獄中において哲学に目覚め、自らが犯した罪の重さに気づき、裁判でも遺族に反省の弁を述べているが、犯行の首謀者と認定され、その殺人の計画性、残忍性などから東京地裁で1998年6月5日、求刑通り死刑判決が下された。弁護側は量刑が重いとして控訴したが、東京高裁で2001年9月11日に棄却、2005年10月17日に最高裁で上告が棄却され死刑が確定した。なお、陸田の兄は真志に準じる存在と認定され求刑通り無期懲役が言い渡され、死体遺棄・詐欺などに加わった面々もそれぞれ有罪判決が下された。
2008年6月17日、東京拘置所において陸田の死刑が執行された。同日には東京・埼玉連続幼女誘拐殺人事件の宮﨑勤ほか、宮城県などで2件の保険金殺人を犯した死刑囚の死刑も執行されている。